# Грива (станция)
Гри́ва (латыш. Grīva; ранее Калкуны, Kalkūni) — железнодорожная станция на линии Даугавпилс-сортировочная — Курцумс Латвийской железной дороги. Расположена на левом берегу Западной Двины, в районе Нидеркуны города Даугавпилса.

## История
Построена при строительстве участка Динабург — Ковно, 257 вёрст, Петербурго-Варшавской железной дороги, открыта 9 (21) мая 1862 года под названием Калкуны, по близлежащему имению Калкуны. Значение станции значительно возросло, когда 1/13 ноября 1873 года открылся участок Калкуны — Радзивилишки, 186 вёрст, Либаво-Роменской железной дороги.
Возле станции работали кирпичный и спиртовой заводы. Станция была расположена между станциями Даугавпилс 1-я пассажирская и, пограничной с Литвой, станцией Курцумс, за железнодорожным (Крепостным) мостом через Западную Двину.
После Первой мировой войны латвийско-польская (позднее латвийско-литовская) граница разделила линию Грива — Радвилишки на два участка, что послужило возникновению линии Грива — Эглайне. Линию Даугавпилс — Вильнюс разделила граница, возник участок Грива — Земгале.
В годы Второй мировой войны между мостом через Западную Двину и станцией Грива был оборудован разъезд Даугавтилтс, после окончания войны известный как «Пост Мост» и «Разъезд 3-го км».

## Переименование
Переименована в 1921 году в станцию Грива по названию города Грива (утратил свой городской статус в 1953 году, войдя в состав Даугавпилса), около которого и находилась. С начала 1920-х годов до конца Второй мировой войны за станцией Грива была ныне не существующая станция Земгале, пограничная с Польшей (Виленский край).

## События по станции
13 ноября 1998 года на станции прошло празднование, собрание железнодорожников в здании вокзала к 125 летию открытия 1/13 ноября 1873 года участка Калкуны-Радзивилишки Либаво-Роменской железной дороги, 186 верст. В рамках подготовки к юбилею был выпущен памятный конверт тиражом 50 экз., публикация в газете о истории строительства этого участка железной дороги, объявление о мероприятии, групповой снимок участников на фоне вокзала станции Грива.

## Настоящее
Станция располагает станционным хозяйством, имеются: путевое развитие, шесть путей, здание вокзала, централизация стрелок. Обеспечивается стоянка грузовых поездов. На сегодняшний день станция обслуживает только грузовые перевозки и является тупиковой. Последний пассажирский поезд на этой линии (Даугавпилс — Шяуляй) прекратил курсировать в 1998 году. В сторону Литвы никакого движения нет.

## Будущее
В перспективе от станции будет построен подъездной путь, 4 км до нефтеперерабатывающего завода (НПЗ), строительство которого готовится недалеко от станции.

## Галерея
- В альбоме видов Петербургско-Варшавской ж.д., 1898 год есть фотография платформы, палисадника и вокзала станции Калкуны.